# Leandro Garate
Leandro Julián Garate (Villa Constitución, 2 settembre 1993) è un calciatore argentino, attaccante dell'Huracán.

## Caratteristiche tecniche
È una punta centrale.

## Carriera

### Club
Garate ha cominciato la carriera con la maglia del Tigre. Ha esordito in squadra il 18 novembre 2013, subentrando a Cristian Bordacahar nella vittoria interna per 2-1 sul Newell's Old Boys. Il 15 ottobre 2014 ha segnato la prima rete nella massima divisione locale, nella sconfitta per 4-3 maturata sul campo del Godoy Cruz. Il giocatore è rimasto in squadra fino al termine del campionato 2015, totalizzando complessivamente 16 presenze e 2 reti in Primera División.
Libero da vincoli contrattuali, durante la sessione estiva del calciomercato norvegese è stato ingaggiato dal Sandefjord, compagine militante in 1. divisjon. Terminata questa esperienza è tornato in Argentina, per giocare nelle file del Deportivo Rincón.
A gennaio 2018 si è trasferito al Brown (A).

## Statistiche

### Presenze e reti nei club
Statistiche aggiornate al 23 agosto 2019.
| Stagione         | Club             | Campionato       | Campionato | Campionato | Coppe nazionali | Coppe nazionali | Coppe nazionali | Coppe continentali | Coppe continentali | Coppe continentali | Supercoppe | Supercoppe | Supercoppe | Totale | Totale |
| Stagione         | Club             | Comp             | Pres       | Reti       | Comp            | Pres            | Reti            | Comp               | Pres               | Reti               | Comp       | Pres       | Reti       | Pres   | Reti   |
| ---------------- | ---------------- | ---------------- | ---------- | ---------- | --------------- | --------------- | --------------- | ------------------ | ------------------ | ------------------ | ---------- | ---------- | ---------- | ------ | ------ |
| 2013-2014        | Tigre            | PD               | 1          | 0          | CA              | 1               | 0               | -                  | -                  | -                  | -          | -          | -          | 2      | 0      |
| 2014             | Tigre            | PD               | 7          | 2          | CA              | 1               | 0               | -                  | -                  | -                  | -          | -          | -          | 8      | 2      |
| 2015             | Tigre            | PD               | 8          | 0          | CA              | 0               | 0               | -                  | -                  | -                  | -          | -          | -          | 8      | 0      |
| Totale Tigre     | Totale Tigre     | Totale Tigre     | 16         | 2          |                 | 2               | 0               |                    | -                  | -                  |            | -          | -          | 18     | 2      |
| ago.-dic. 2016   | Sandefjord       | 1D               | 0          | 0          | CN              | -               | -               | -                  | -                  | -                  | -          | -          | -          | 0      | 0      |
| feb.-giu. 2018   | Brown (A)        | BN               | 16         | 3          | CA              | -               | -               | -                  | -                  | -                  | -          | -          | -          | 16     | 3      |
| lug.-dic. 2018   | Brown (A)        | BN               | 13         | 1          | CA              | 3               | 0               | -                  | -                  | -                  | -          | -          | -          | 16     | 1      |
| Totale Brown (A) | Totale Brown (A) | Totale Brown (A) | 29         | 4          |                 | 3               | 0               |                    | -                  | -                  |            | -          | -          | 32     | 4      |
| gen.-giu. 2019   | Arsenal Sarandí  | BN               | 12         | 5          | CA              | 1               | 0               | -                  | -                  | -                  | -          | -          | -          | 13     | 5      |
| lug.-dic. 2019   | Barnechea        | 1B               | 3          | 2          | CC              | -               | -               | -                  | -                  | -                  | -          | -          | -          | 3      | 2      |
| Totale           | Totale           | Totale           | 20+        | 4+         |                 | 2+              | 0+              |                    | -                  | -                  |            | -          | -          | 22+    | 4+     |